# Hans-Jürgen Rückborn
Hans-Jürgen Rückborn (ur. 8 października 1940 w Stendalu) – wschodnioniemiecki lekkoatleta, trójskoczek.
W 1965 w Stuttgarcie zwyciężył w konkursie trójskoku rozegranym podczas finału pucharu Europy. 4 września 1966 w Budapeszcie zdobył srebrny medal mistrzostw Europy. Ustanowił wówczas swój rekord życiowy (16,66 m). Na Igrzyskach Olimpijskich w Tokio w 1964 zajął ósme miejsce (jako sportowiec Wspólnej Reprezentacji Niemiec).
Czterokrotnie był mistrzem NRD na otwartym stadionie (1961, 1963, 1965, 1967) i dwukrotnie w hali (1966, 1967).